# Todirostre à front roux
Poecilotriccus latirostris
Ne doit pas être confondu avec Todirostre à front gris.
Espèce
Synonymes
- Todirostrum latirostre[1]

Statut de conservation UICN

 LC  : Préoccupation mineure
Le Todirostre à front roux (Poecilotriccus latirostris) est une espèce de passereaux de la famille des Tyrannidae,.

## Systématique et distribution
Cet oiseau est représenté par sept sous-espèces selon la classification de référence du Congrès ornithologique international (version 9.1, 2019) :
- Poecilotriccus latirostris mituensis (Olivares, 1965) : sud-est de la Colombie (région de Mitú, dans le département de Vaupés) ;
- Poecilotriccus latirostris caniceps (Chapman, 1924) : régions tropicales, du sud-est de la Colombie à l'est de l'Équateur et à l'est du Pérou ;
- Poecilotriccus latirostris latirostris (Pelzeln, 1868) : centre du Brésil (de la rivière Juruá au rio Purus, dans l'Amazonas) ;
- Poecilotriccus latirostris mixtus (Zimmer, JT, 1940) : du sud-est du Pérou (au nord du département de Puno) au nord de la Bolivie ;
- Poecilotriccus latirostris ochropterus (Allen, JA, 1889) : dans une zone allant du sud du Brésil (nord de l'État de São Paulo) à l'est de la Bolivie et à l'ouest du Brésil (État du Mato Grosso) ;
- Poecilotriccus latirostris austroriparius (Todd, 1952) : est du Brésil (rive droite du rio Tapajós près de Santarém, à l'ouest de l'État du Pará) ;
- Poecilotriccus latirostris senectus (Griscom & Greenway, 1937) : Amazonie brésilienne (nord-est de l'Amazonas et nord-ouest du Pará)[2],[3],[5].